# La Balme-de-Sillingy
La Balme-de-Sillingy este o comună în departamentul Haute-Savoie din sud-estul Franței. În 2009 avea o populație de 4.891 de locuitori.

## Evoluția populației
| An        | 1975  | 1982  | 1990  | 1999  | 2006  | 2009  |
| --------- | ----- | ----- | ----- | ----- | ----- | ----- |
| Populație | 1.007 | 1.940 | 3.075 | 3.729 | 4.315 | 4.891 |